# Гіллсборо (Нью-Брансвік)
Гіллсборо (англ. Hillsborough) — село в Канаді, у провінції Нью-Брансвік, у складі графства Альберт.

## Населення
За даними перепису 2016 року, село нараховувало 1277 осіб, показавши скорочення на 5,4%, порівняно з 2011-м роком. Середня густина населення становила 99,5 осіб/км².
З офіційних мов обидвома одночасно володіли 160 жителів, тільки англійською — 1 095. Усього 5 осіб вважали рідною мовою не одну з офіційних.
Працездатне населення становило 56,8% усього населення, рівень безробіття — 10,7%.
Середній дохід на особу становив $34 923 (медіана $28 576), при цьому для чоловіків — $40 166, а для жінок $30 053 (медіани — $36 288 та $23 467 відповідно).
35,5% мешканців мали закінчену шкільну освіту, не мали закінченої шкільної освіти — 20,1%, 43,9% мали післяшкільну освіту, з яких 31,9% мали диплом бакалавра, або вищий, 10 осіб мали вчений ступінь.
| Статево-вікова структура населення | Статево-вікова структура населення | Статево-вікова структура населення | Статево-вікова структура населення | Статево-вікова структура населення |
| ---------------------------------- | ---------------------------------- | ---------------------------------- | ---------------------------------- | ---------------------------------- |
|                                    |                                    |                                    |                                    |                                    |
| Всього                             | Всього                             | 49,0%51,0%                         |                                    |                                    |
| 0 — 14 років                       | 0 — 14 років                       |                                    | 15,7%                              | 15,7%                              |
| 15 — 64 років                      | 15 — 64 років                      |                                    | 61,2%                              | 61,2%                              |
| 65 і більше                        | 65 і більше                        |                                    | 23,1%                              | 23,1%                              |
| 85 і більше                        | 85 і більше                        |                                    | 2,7%                               | 2,7%                               |
| Середній вік (років)               | Середній вік (років)               | 42,945,8                           | 44,4                               | 44,4                               |
| Медіана (років)                    | Медіана (років)                    | 44,249,5                           | 47,2                               | 47,2                               |
| — чоловіки — жінки                 |                                    |                                    |                                    |                                    |

| Походження мешканців:     | Походження мешканців:     | Походження мешканців: | Походження мешканців: | Походження мешканців: |
| ------------------------- | ------------------------- | --------------------- | --------------------- | --------------------- |
| Походження                |                           |                       | осіб                  | %                     |
| Корінні американці        | Корінні американці        |                       | 90                    | 6.9%                  |
| Інше північноамериканське | Інше північноамериканське |                       | 875                   | 67.05%                |
| Європейське               | Європейське               |                       | 935                   | 71.65%                |
| британське                | британське                |                       | 805                   | 61.69%                |
| французьке                | французьке                |                       | 130                   | 9.96%                 |
| українське                | українське                |                       | 15                    | 1.15%                 |

## Клімат
Середня річна температура становить 5,8°C, середня максимальна – 22,4°C, а середня мінімальна – -13,1°C. Середня річна кількість опадів – 1 204 мм.
| Клімат поселення                              | Клімат поселення | Клімат поселення | Клімат поселення | Клімат поселення | Клімат поселення | Клімат поселення | Клімат поселення | Клімат поселення | Клімат поселення | Клімат поселення | Клімат поселення | Клімат поселення | Клімат поселення |
| Показник                                      | Січ.             | Лют.             | Бер.             | Квіт.            | Трав.            | Черв.            | Лип.             | Серп.            | Вер.             | Жовт.            | Лист.            | Груд.            |                  |
| Середній максимум, °C                         | −1,91            | −1,11            | 3,40             | 9,27             | 15,48            | 20,42            | 22,40            | 21,78            | 17,62            | 11,87            | 6,41             | −0,31            |                  |
| Середня температура, °C                       | −7,5             | −6,69            | −2,18            | 3,68             | 9,88             | 14,84            | 18,76            | 18,17            | 13,98            | 8,24             | 2,77             | −3,96            |                  |
| Середній мінімум, °C                          | −13,1            | −12,28           | −7,76            | −1,9             | 4,30             | 9,25             | 15,13            | 14,52            | 10,35            | 4,60             | −0,86            | −7,58            |                  |
| Норма опадів, мм                              | 110              | 88               | 105              | 92               | 104              | 100              | 96               | 83               | 94               | 103              | 112              | 117              |                  |
| Середньомісячна швидкість вітру, м/с          | 4.50             | 4.40             | 4.50             | 4.37             | 3.99             | 3.56             | 3.27             | 3.17             | 3.47             | 3.93             | 4.23             | 4.56             |                  |
| Середньомісячна сонячна радіація, кДж/м²·день | 5222             | 8608             | 12237            | 15112            | 18130            | 20317            | 20067            | 17692            | 13285            | 8478             | 4934             | 3946             |                  |
| --------------------------------------------- | ---------------- | ---------------- | ---------------- | ---------------- | ---------------- | ---------------- | ---------------- | ---------------- | ---------------- | ---------------- | ---------------- | ---------------- | ---------------- |
| Джерело:                                      |                  |                  |                  |                  |                  |                  |                  |                  |                  |                  |                  |                  |                  |